# Instituto de la Bandera
El Instituto de la Bandera (en inglés: Flag Institute) es una institución dedicada al estudio y desarrollo de la vexilología en el Reino Unido. Se trata de una de las principales instituciones del mundo dedicadas a esta disciplina en cuanto a documentación, publicaciones y número de socios. Es el principal órgano asesor del Gobierno Británico en cuestión de diseño, protocolo y utilización de banderas.

## Historia
Fue fundado el día de San Jorge (23 de abril) de 1971 por William Crampton, y forma parte de la Federación Internacional de Asociaciones Vexilológicas como miembro de pleno derecho desde el 24 de junio de 1971.
Su biblioteca, la Biblioteca William Crampton, inaugurada en 1999 y ubicada en Kingston upon Hull (Yorkshire), ha superado la cifra de los 40.000 volúmenes.

## Bandera
La bandera del FI, diseñada por William Crampton, incluye la cruz de San Jorge en un campo blanco sobre azul en forma de "V" desde el batiente, por la letra inicial de la palabra vexilología.